# هربرت إتش. شو
هربرت إتش. شو هو سياسي أمريكي، ولد في 16 فبراير 1930.